# Stazione di Matsunohama
La stazione di Matsunohama (松ノ浜駅?, Matsunohama-eki) è una fermata ferroviaria della città giapponese di Izumiōtsu, nella prefettura di Osaka, appartenente alle Ferrovie Nankai. È servita dalla linea principale Nankai.

## Linee e servizi
Ferrovie Nankai
● Linea principale Nankai

## Struttura
La fermata è dotata di due marciapiedi laterali con due binari passanti su viadotto. Al piano terra è presente un mezzanino con tornelli di accesso e servizi igienici.
| 1 | ● Linea principale Nankai | per Kishiwada, Izumisano, Kansai Aeroporto e Wakayamashi |
| 2 | ● Linea principale Nankai | per Tengachaya e Namba                                   |

## Stazioni adiacenti
| «                       | Servizio                                                                         | »                       |
| Linea Nankai principale | Linea Nankai principale                                                          | Linea Nankai principale |
| ----------------------- | -------------------------------------------------------------------------------- | ----------------------- |
| Kita-Sukematsu          | Locale                                                                           | Izumiōtsu               |
| Kita-Sukematsu          | ← Semiespresso ←                                                                 | Izumiōtsu               |
| Transito                | Espresso Esp. aeroporto Espresso sezionale Esp. lim. Southern Esp. lim. Rapi:t β | Transito                |